# مطلق بن محمد المطيري
مطلق بن محمد المطيري (توفي 1813م/1228هـ) أحد أمراء الإمام سعود بن عبد العزيز (ت 1229ه) المشهورين وهو من أبرز قادة الجيوش المنصورين، كان مطلق قائداً للجيوش السعودية في عمان وكان مقاتلاً شجاعاً، أشتهر بقوته وبسالته، وقد أقام في عمان ست سنوات فقط تخللها رجوعه إلى نجد، استطاع مطلق أن يخضع عمان لالدولة السعودية الأولى من صور حتى البريمي وإن تخللتها بعض الارتدادات، وكذلك فقد بني فيها القصور وفتح الطرق وساهم في زيادة المزارع، وترك في تلك البلاد هيبة لا تزال آثارها باقية حتى الآن. وأول ما نجده في التاريخ من أخبار مطلق أنها لما تقدمت القوات السعودية إلى عمان كان عليها أن تسلك أحد مسلكين للوصول إلى البريمي في عمان. وكان اختيار (البريمي) من قبل السعوديين وهي المدينة المجاورة لمدينة العين قراراً صائباً.
الأول: هو أن يحتشد في جنوب نجد ويخترق أرض بينونة في إمارة أبوظبي ثم يصل محاضر الجواء ويستمر في المسير مخترقاً تلالاً رملية وأراضي ملحية قاحلة حتى يصل إلى أرض الختم فمدينة العين ثم مدينة البريمي العمانية.
والمسلك الثاني: هو أن تتحد تلك القوات في أرض (القارة) تقع جنوب قطر ثم تسير محاذية لساحل البحر فتمر بمنطقة العديد ثم أرض المجن فمنطقة جبل الظنة، لكن بنو ياس قرروا التصدي للحملة السعودية ثم أن الإمام سعود كان قد أرسل إلى عمان عبد الله بن مزروع وأمرهم بنزول قصر البريمي المعروف في عمان، وأرسل بعد ذلك مطلق بن محمد المطيري بجيش من أهل نجد، وأمر أهل عمان بالاجتماع مع من معه من أهل نجد ثم سار الجيش إلى ساحل الباطنة فتصدى لهم عزان بن قيس ومعه سعيد بن سلطان صاحب مسقط، ودام القتال بينهم في جمع عظيم حتى قتل من جماعة عزان مقتلة عظيمة، إذ بلغ عدد القتلى نحو خمسمائة رجل، ثم اجتمع مع مطلق المطيري، جميع من هم من رعية سعود من أهل عمان، فقاتلوا أهل صحار واستمروا يقاتلون ويغنمون، وأخذ مطلق ومن معه قرى كثيرة من نواحي صحار من أهل الباطنة، وبايع غالبيتهم الدولة السعودية حتى وما تحت ولاية عزان من صحار، وغنموا منها غنائم كثيرة وبعثوا منها إلى الإمام سعود في الدرعية.

## حملاته العسكرية في عمان
اكتسب القائد مطلق المطيري ثقة أئمة الدولة السعودية الأولى نظراً لخبرته عسكرياً وقيادياً، أختير أميراً للجيش السعودي وكانت غالبية مشاركاته بحروب عمان حيث حارب بها وأستولى على مدنها مطرح ونزوى وضمها تحت سيطرة الدولة السعودية بذلك الوقت.
كثيراً ماتتطرق الكُتب التاريخية النجدية والعربيه إلى القائد مطلق المطيري، وبعض من الكتب الإنجليزيه تطرقت له أيضاً ولأحفاده ولأخوة القائد بتال نظراً لأهمية الدور الذي قاموا به لصالح الجيش السعودي.
فقد تطرق له بن بشر بكتابه الشهير (عنوان المجد في تاريخ نجد) والكثير من الكتب الأخرى. وكما تم ذكرة بالعديد من الصُحف العربية كصحيفة الرياض السعودية وجريدة الغد الأردنيه وصحيفة الجزيرة السعوديه وبعض من الصُحف العُمانية وغيرها.
وكمثال على ذلك فقد قال صاحب تحفة الأعيان عن قدوم المطيري وهو يتكلم عن الواقعة في دولة سعيد بن سلطان: (ومن جملة الأحوال الواقعة في زمانه قدوم مطلق بن محمد المطيري وهو عامل من قبل سعود بن عبد العزيز. جاء إلى عمان الذي اعتنق الإسلام طوعاً بدون حرب.اتى اليها بالجيوش بواسطة الغافرية (يعني قبائل القواسم والنعيم وغيرهم) من أهل عمان الظاهرة وأهل جعلان، وشايعهم على ذلك كثير من مذهب الخوارج (الإباضية). فقدم سنة 1222هـ وكان قدومه على عمان عذابا واصبا وبلاء وبيلا، وتردد على عمان ثلاث سنين، يسير عنها ويرجع إليها، وأعد له السلطان سعيد الرجال للقتال فما أغنوا شيئا، وجاء له بالعجم والعرب فهزمهم ب «أزكى» وسار إلى «مطرح» ونهبها، وأدى إليه السلطان الخراج ليدافع عن البلاد حين لم تعن الرجال شيئا. واتخذ توام وهي «البريمي» معقلا وبقي فيها حتى قتل على يد الإمام عزان بن قيس) ا.هـ وجيشه.

## وفاته
توفي مطلق بإحدى المعارك بعمان وكان ذلك بعد أن ضم مدينتين عمانية توفي في سنة 1813م